# Stazione di Loreo
Stazione di Loreo vasútállomás Olaszországban, Veneto régióban, Loreo településen.

## Vasútvonalak
Az állomást az alábbi vasútvonalak érintik:
- Rovigo-Chioggia-vasútvonal

## Kapcsolódó állomások
A vasútállomáshoz az alábbi állomások vannak a legközelebb: 
- Stazione di Rosolina (Stazione di Chioggia, Rovigo-Chioggia-vasútvonal)
- Stazione di Cavanella Po (Stazione di Rovigo, Rovigo-Chioggia-vasútvonal)